# Нарвски залив
Нарвски залив (рус. На́рвский зали́в, На́рвская губа́; ест. Narva laht) мања је и релативно плитка заливска акваторија у југоисточном делу Финског залива Балтичког мора. На истоку залив је ограничен западном обалом Кургаљског полуострва, која га уједно дели од још једне плитке заливске акваторије – Лушког залива, док се на западу протеже до рта Лативанеми, односно до естонског града Кунде. Залив је дугачак око 90 километара у делу ка отвореном мору, односно широк око 40 километара. Најважнија притока залива је река Нарва по којој је и добио име. У административном смислу заливску територију деле Руска Федерација (Лењинградска област) и Естонија (окрузи Ида-Виру и Љаене-Виру).
Источне обале залива су доста ниске и песковите, а изузетак је једино приморје Кургаљског полуострва са којег се издижу шумовити брежуљци висина до 25 метара. Јужна обала, од ушћа Нарве па неких 8 километара ка западу је такође доста ниска и песковита, а потом се обале постепено издижу и постају све стрмије. Укупна дужина обале је око 130 километара.
Залив је од децембра до марта прекривен ледом. Острва се углавном налазе у источном делу залива, а највеће од њих је Вигрунд са површином од око једног хектара. На острву се налази светионик, а обале око острва су познате као изузетно опасне због плиткоће залива и подводних стена.
Најважнија насеља на обалама залива су градови Сиљамае и Нарва-Јоесу.
- Светионик код ушћа Нарве
- Приобалне шуме код Нарва-Јоесуа
- Клифови Асерија на западу